# Theoa tricaudata
Theoa tricaudata (Locket, 1982) è un ragno appartenente alla famiglia Linyphiidae.
È l'unica specie nota del genere Theoa.

## Distribuzione
La specie è stata rinvenuta nelle isole Seychelles e in Malaysia

## Tassonomia
Dal 2010 non sono stati esaminati esemplari, né sono state descritte sottospecie al 2012.